# Карабулак (Алакольский район)
Карабулак (каз. Қарабұлақ) — село в Алакольском районе Жетысуской области Казахстана. Входит в состав Жанаминского сельского округа. Код КАТО — 193451300.

## Население
В 1999 году население села составляло 1007 человек (545 мужчин и 462 женщины). По данным переписи 2009 года, в селе проживало 1136 человек (612 мужчин и 524 женщины).